# Simona-Elena Macovei Ilie
Simona-Elena Macovei Ilie (n.  ?) este un deputat român, ales în 2024 din partea SOS. 